# Plaza de las 9 Esquinas
Plaza de las 9 Esquinas en Guadalajara, México. la plaza como un lugar emblemático para la birria, las pitayas y el mariachi. Este tipo de lugares no solo son centros comerciales sino también culturales, donde la gente se reúne para disfrutar de la comida, la música y la atmósfera única.

## Historia
A finales del siglo XIX surge la hoy icónica Plaza de las Nueve Esquinas, ubicada en la periferia de la ciudad, donde se entrelazan Mexicaltzingo y el conocido puente de Las Damas. Inicialmente dedicada al comercio de cartón y papel, esta plaza se ha transformado en un referente culinario y cultural, destacando por la birria, las pitayas y la música de mariachi.
La popularidad de "Las Nueve Esquinas" es tal que muchos visitantes y residentes olvidan los nombres de las calles circundantes, ya que la plaza se ha convertido en un sinónimo de placer gastronómico con la birria, un manjar de chivo en caldo, como principal atracción. Juana Gallardo, responsable de la birrieria "El Compadre", comparte la historia de este lugar que ha sido administrado por más de 36 años, con un legado que supera las cinco décadas.
Las opiniones difieren sobre qué tipo de comercio dio renombre a "Las Nueve Esquinas". Mientras algunos apuntan a la pitaya, otros mencionan las imprentas, y en la tradición local, la birria. Sea cual sea la respuesta, la plaza es considerada un lugar imperdible. La arquitectura de la plaza, las fuentes, los pasillos y la estatua en bronce de Francisco Rojas González, una destacada figura literaria de Jalisco, reflejan la diversidad comercial y los productos disponibles en el lugar.
"Las Nueve Esquinas" ha atraído a personalidades reconocidas a nivel nacional e internacional, como Chávelo, José José, Guillermo Ochoa e Irma Serrano, quienes han acudido específicamente para probar la famosa birria de este punto, aclamada como la mejor en los rincones de Jalisco y más allá.

## Puntos de Interés
- El Pilón de los Arrieros
- Birrieria de las 9 esquinas